# Apex végétal
Pour les articles homonymes, voir Apex.
L'apex végétal est, chez un végétal, l'extrémité d'une tige, d'une racine, d'une feuille ou d'un thalle. Les cellules s'y divisent, s'allongent et assurent la croissance en longueur des tiges aériennes et souterraines : apex caulinaires et apex racinaires respectivement. 
On désigne de « zone apicale » l’apex le plus haut.
L’apex est une zone active d’expression des gènes.

## Apex caulinaires

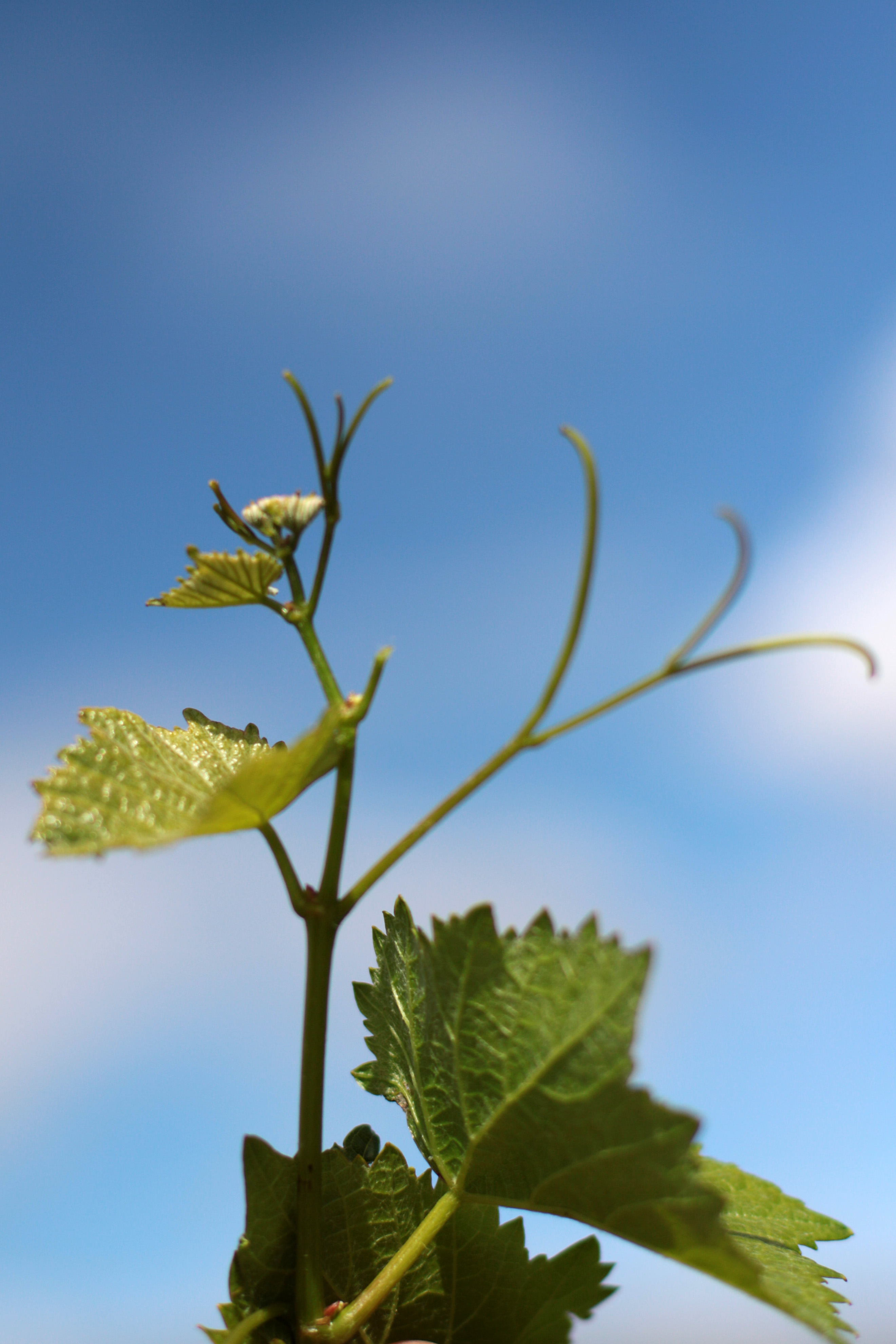
Apex caulinaire de vigne.

L’apex caulinaire est situé en bout de la tige d’un végétal (apical) ou alors au niveau des nœuds présents sur sa tige (axial). Il est facilement repérable puisque c’est à cet endroit qu’a lieu la genèse des nouvelles feuilles.
Ils sont à l'origine de l'auxine ; hormone d'inhibition des bourgeons situés plus bas.

## Apex racinaires
Ils sont situés en bout de la racine principale, ou des racines adventives, et sont à l'origine de la cytokinine, hormone stimulatrice.
Un apex végétal se décompose en parties (disposées ici de la partie basse de la racine vers sa partie haute) : 
- la coiffe, qui joue un rôle de protection de la zone apicale contre les agressions extérieures pouvant être néfastes pour la croissance de la racine, mais également qui joue un rôle de guidage de la racine, grâce à un « capteur » de la gravité amenant à un géotropisme positif ; elle se situe en bout de la racine ;

- le centre quiescent, qui maintient les cellules du méristème en division[1];

- le méristème, qui est la zone de genèse des nouvelles cellules visant à accroitre la longueur de la racine[2]. Cette division des cellules du méristème fait appel au processus de la mitose, et plus généralement au cycle cellulaire chez une cellule eucaryote ;

- la zone d’élongation cellulaire, qui correspond à une zone où les cellules s’allongent grâce à différents processus (pression de turgescence, action de l’auxine sur les parois de la cellule…).